# Préfecture de Mitsamiouli-Mboudé
La préfecture de Mitsamiouli-Mboudé (chef-lieu : Mitsamiouli ) est une subdivision de la Grande Comore. Elle est composée de six communes : Cembenoi Lac-Salé, Cembenoui Sada-Djoulamlima, Mutsamihuli, Nyuma Komo, Nyumamro Kiblani et Nyumamro Souhelini.

## Villes et villages
Mitsamiouli:
- Cembenoi Lac-Salé : Bangoi Kouni, Batsa, Ouzio, Ivoini
- Cembenoui Sada-Djoulamlima : Ouemani, Koua, Ouellah
- Mutsamihuli : Mémboimboini, Hadawa, Fassi, Mitsamihouli, Nkourani, Ndzaouz, Toiyifa, Ntsadjéni, Founga, Ouhozi
- Nyuma Komo : Bangoi Mafsakowa, Mémboidjou, Pidjani, Songomani

Mboudé :
- Nyumamro Kiblani : Djomani,Koua, Mandza,Vouvouni, Mdjoiézi, Helendjé, Douniani,Chamlé
- Nyumamro Souhelini : Ntsaoueni, Ivmbeni, Djongoé, Maoueni, Simboussa, Ntsorale, Domoidjou, Domoimboini, Moidja